# Horsfieldia superba
Horsfieldia superba là một loài thực vật thuộc họ Myristicaceae. Loài này có ở Indonesia, Malaysia, và Singapore, và hiện đang bị đe dọa vì mất môi trường sống. Cây này được sử dụng trong Đông y và có chứa một ancaloit gọi là horsfiline, có tác dụng giảm đau, cũng như một số hợp chất trong đó có 5-MeO-DMT và 6-methoxy-2-methyl-1,2,3,4-tetrahydro-β-carboline.